# Judith Poirier
Judith Poirier, née à Montréal, est une écrivaine et conteuse québécoise.

## Biographie
Judith Poirier est née à Montréal au Québec.
Elle détient une maîtrise en éducation de l'Université de Montréal. Son mémoire s'intitule «Quand l’enseignant se fait conteur — Les effets de la transmission de contes et de légendes sur la relation pédagogique»,.
Judith Poirier a fait ses premiers spectacles de contes en anglais, mais elle pratique autant son art en français qu'en anglais, et ce, un peu partout au Québec et au Canada. Dans ses spectacles, elle mélange le conte et le chant. Elle revendique autant son identité de femme, de militante, de lesbienne et de conteuse qui chante.
Elle participe au renouveau du conte au Québec. En 1998, elle cofonde le Cercle des conteurs de Montréal, au sein duquel s'impliquera aussi Claudette L'Heureux. Puis, Judith Poirier occupe un certain temps le rôle de marraine de l'organisation,,.
Depuis 1998, elle travaille pour la Fédération québécoise des organismes communautaires Famille (FQOCF). Au sein de ce regroupement d'organismes communautaires, elle contribue à mieux outiller les parents pour leur permettre d'intégrer le conte dans leur vie familiale. Ce travail amène Judith Poirier à publier des rapports et des textes sur la littératie, ainsi que des ouvrages pédagogiques.
Les spectacles de Judith Poirier incluent autant des contes pour la jeunesse que des contes pour adultes. À Montréal, elle participe entre autres au Festival de contes jeunesse organisé par les Ami.e.s Imaginaires, au Festival interculturel du conte de Montréal et aux Dimanches du conte,. Elle participe aussi à des festivals ailleurs au Canada, comme le St. John's Storytelling Festival à Terre-Neuve.
En 2020, elle obtient la reconnaissance de l'association Storytellers of Canada – Conteurs du Canada qui lui offre de produire un album double pour mettre en valeur la richesse de son répertoire de contes. L'album Bienvenue dans mon salon double! paraît en 2021, et il inclut un CD en français et un CD en anglais,.

## Œuvres

### Contes
- Judith Poirier, Des histoires pour les toutes petites oreilles : l'art des conteurs au service du plaisir des mots en famille, Saint-Lambert, Fédération québécoise des organismes communautaires Famille, 2009, 115 p. (ISBN 978-2-920-16122-1)
- (fr + en) Judith Poirier, Bienvenue dans mon salon double! : Contes et récits d’une conteuse montréalaise / Folktales and Stories From a Montreal Storyteller: A double album of stories in English and French (CD audio: un en français et un en anglais), Storytellers of Canada – Conteurs du Canada, coll. « StorySave », 3 novembre 2021 (lire en ligne)

### Éducation et littératie
- Judith Poirier, Au trot sur les lettres - au galop sur les mots! : guide d'animation pour accompagner les familles avec de jeunes enfants dans leur éveil au monde de l'écrit, Saint-Lambert, Fédération québécoise des organismes communautaires famille, 2005, 249 p. (ISBN 2-920161-20-2)
- Judith Poirier, Des familles qui agissent ensemble pour ensoleiller l'avenir de leurs enfants : l'exemple des actions collectives sur le terrain des relations entre les familles et le monde de l'écrit, Saint-Lambert, Fédération québécoise des organismes communautaires famille, 2005, 34 p. (ISBN 2-920161-21-0)
- Odette Gaudreault, Judith Poirier et Thérèse Doyle, Coffret mille pattes, mille mots : un coffret d'activités psychomotrices mettant en valeur les liens entre les habiletés developpées et le monde de l'écrit : de 0 à 24 mois, Saint-Lambert, Fédération québécoise des organismes communautaires Famille, 2009, 4 vol. (ISBN 978-2-920-16123-8)
- Judith Poirier, Rapport du sondage pancanadien sur les actions d'enrichissement des littératies familiales dans le cadre des programmes de soutien aux familles, Saint-Lambert / Ottawa, Fédération québécoise des organismes communautaires famille / FRP, août 2010, 57 p. (lire en ligne)

- Nicole Déziel, Hanny Rasmussen et Judith Poirier, Trousse de référence et d'animation sur l'action communautaire autonome Famille, Saint-Lambert Fédération québécoise des organismes communautaires Famille, Fédération québécoise des organismes communautaires Famille, coll. « Projet Agora », 2016, 1 volume + clé USB (ISBN 978-2-920-16133-7)